# Antoine Siger
Antoine Siger, né le 14 septembre 1849 à Case-Pilote (Martinique) et mort assassiné le 29 avril 1908 à Fort-de-France (Martinique), est un homme politique français.

## Biographie
À 22 ans, Antoine Siger est reconnu par son père. Il quitte Case-Pilote pour Fort-de-France et devient notaire au François. Homme calme, pondéré, il devient conseiller municipal de Fort-de-France, pendant plus de 30 ans, avant de devenir maire de 1907 à sa mort. Il est membre du Parti radical.
Alors qu'il était contesté par des manifestants, Antoine Siger est tué par un coup de feu tiré de la foule. L'assassin n'a jamais été identifié.
Les conditions de l'assassinat d'Antoine Siger dans la mairie de Fort-de-France sont abordées dans le roman Le cri muet de l'iguane écrit par Daniel Picouly en 2015.